# Édouard Bovet
Édouard Bovet (Fleurier, 15 september 1797 - aldaar, 25 oktober 1849) was een Zwitsers horlogemaker uit het kanton Neuchâtel. Hij was de oprichter van het horlogemerk Bovet Fleurier.

## Biografie
Édouard Bovet werd geboren in 1797 als zoon van een horlogemaker. Hij trad in de voetsporen van zijn vader als horlogemaker en vestigde zich in 1815 in Londen. In 1818 vertrok hij naar Kanton in China, waar hij in 1822 met drie van zijn broers een horlogebedrijf oprichtte met als doel het verhandelen van horloges in China. Zijn geboortedorp Fleurier werd hierdoor het epicentrum van het 'Chinese horloge'. In 1830 keerde hij terug naar Zwitserland en kreeg hij de bijnaam Bovet-de-Chine.
In 1831 vluchtte hij naar Besançon, vlak over de grens in Frankrijk, nadat hij had deelgenomen aan een mislukte republikeinsgezinde opstand tegen Frederik Willem III van Pruisen, die toen heerste over van het Vorstendom Neuchâtel. Nadat er na de Revolutie van Neuchâtel van 1848 een einde was gekomen aan de Pruisische heerschappij over het kanton, keerde hij in 1848 terug naar Fleurier, waar hij een jaar later op 52-jarige leeftijd zou overlijden.